# J'en ai marre d'être deux
Albums de Mathieu Boogaerts
Version simple (et version compliquée) Mathieu Boogaerts en public
J'en ai marre d'être deux est le deuxième album studio de Mathieu Boogaerts sorti en 1998.

## Titres
| No  | Titre                                   | Durée |
| --- | --------------------------------------- | ----- |
| 1.  | Sens                                    |       |
| 2.  | J'trouve pas l'pôle                     |       |
| 3.  | La bombe                                |       |
| 4.  | Attention                               |       |
| 5.  | Où ?                                    |       |
| 6.  | Le papier c'est léger                   |       |
| 7.  | Comment tu t'appelles ?                 |       |
| 8.  | Bill                                    |       |
| 9.  | Bon voyage                              |       |
| 10. | Beat it / Billie Jean (Michael Jackson) |       |
| 11. | J'en ai marre d'être bleu               |       |
| 12. | Mon défaut                              |       |
| 13. | Si si, c'est ça                         |       |
| 14. | Vite                                    |       |